# Briuga
Briuga ['bʼrʼiuɣa], auch briugu ['bʼrʼiuɣu], oder bíathach, war im vorchristlichen und mittelalterlichen Irland die altirische Bezeichnung für einen freien Großbauern. Als solcher zählte er sowohl zu den aithech (nichtadlige freie Landbesitzer), als auch zu den áes dána („Leute mit Fähigkeiten“). Im Englischen wird der Name meist mit dem Begriff hospitaller („Gastgeber“) wiedergegeben.
Der Briuga nahm auf Grund seines Reichtums und vor allem seiner großen Gastfreundschaft eine hohe gesellschaftliche Position ein, er hatte fast das Ansehen eines Fürsten. In der hierarchisch in drei Stände – Adel, Gemeinfreie und Hörige – gegliederten Bevölkerung Irlands hatten diese Großbauern eine Stellung zwischen Adel und freien Männern inne. In den alten Rechtstexten wird dies ebenso betont, wie in den sagenhaften  Überlieferungen. Nach diesen inselkeltischen Spruchsammlungen wurde der Titel Briuga bis in das 16. Jahrhundert in diesem Sinne verwendet.

## Mythen und Sagen
In vielen Erzählungen wird der Briuga als Mann mit mythischen Eigenschaften geschildert, seine Festhalle (bruiden) ist sehr oft der Ort, an dem mystische oder grausame Ereignisse stattfinden.
- Aided Cheit maic Mágach („Der Tod des Cet mac Mágach“): der Gastgeber Bélchú verstößt gegen das Gastrecht
- Aided Cheltchair maic Uthechair („Der Tod Cheltchars, des Sohnes Uthechars“): Blaí Briugu wird aus Eifersucht erschlagen
- Esnada Tige Buchet („Das Lied des Hauses Buchet“): die Ausplünderung des Briugus Buchet
- Fled Bricrenn („Bricrius Fest“): der Streit in Bricrius Festhalle
- Noínden Ulad („Die Schwäche der Ulter“): Verrat des Briugus Crunnchú an seiner Gemahlin Macha
- Scéla mucce Meic Dathó („Die Geschichte von Mac Dathós Schwein“): Streit um Mac Dathos Hund
- Togail Bruidne Da Derga („Die Zerstörung der Halle Da Dergas“): der Mord an Conaire Mór in Da Dergas Festhalle – diese wird exemplarisch für alle derartigen Hallen bei Birkhan als kreisrund beschrieben, in ihr haben hunderte von Kriegern und eine große Zahl Bediensteter Platz. Sie steht mitten auf einer Wegkreuzung und hat sieben Tore, aber nur eines ist jeweils verschlossen – ein Zeichen für die Gastfreundschaft des Besitzers.[3]